# 싸남낄라행찻역
싸남낄라행찻역(태국어: สถานีสนามกีฬาแห่งชาติ, 국립경기장역)은 타이 방콕에 있는 전철역이다.